# Euphemia van Kiev
Euphemia van Kiev (circa 1096 - Kiev, 4 april 1139) was van 1112 tot 1116 koningin van Hongarije.

## Levensloop
Ze was de dochter van grootvorst Vladimir Monomach van Kiev en zijn onbekende tweede vrouw. 
Rond het jaar 1112 trad ze in het huwelijk met koning Koloman van Hongarije, wiens eerste vrouw Felicia van Sicilië in 1102 was overleden. Nadat bleek dat ze nog niet volledig volwassen was en Koloman ernstig ziek werd, werd ze echter algauw teruggestuurd naar Kiev. Rond het jaar 1113 beviel ze daar van een zoon Boris. Dit was waarschijnlijk een buitenechtelijk kind, aangezien Koloman Boris nooit erkende als zijn eigen zoon.
Na de geboorte van haar zoon ging Euphemia in een klooster in Kiev leven, waar ze in 1139 stierf.